# 182 v.Chr.

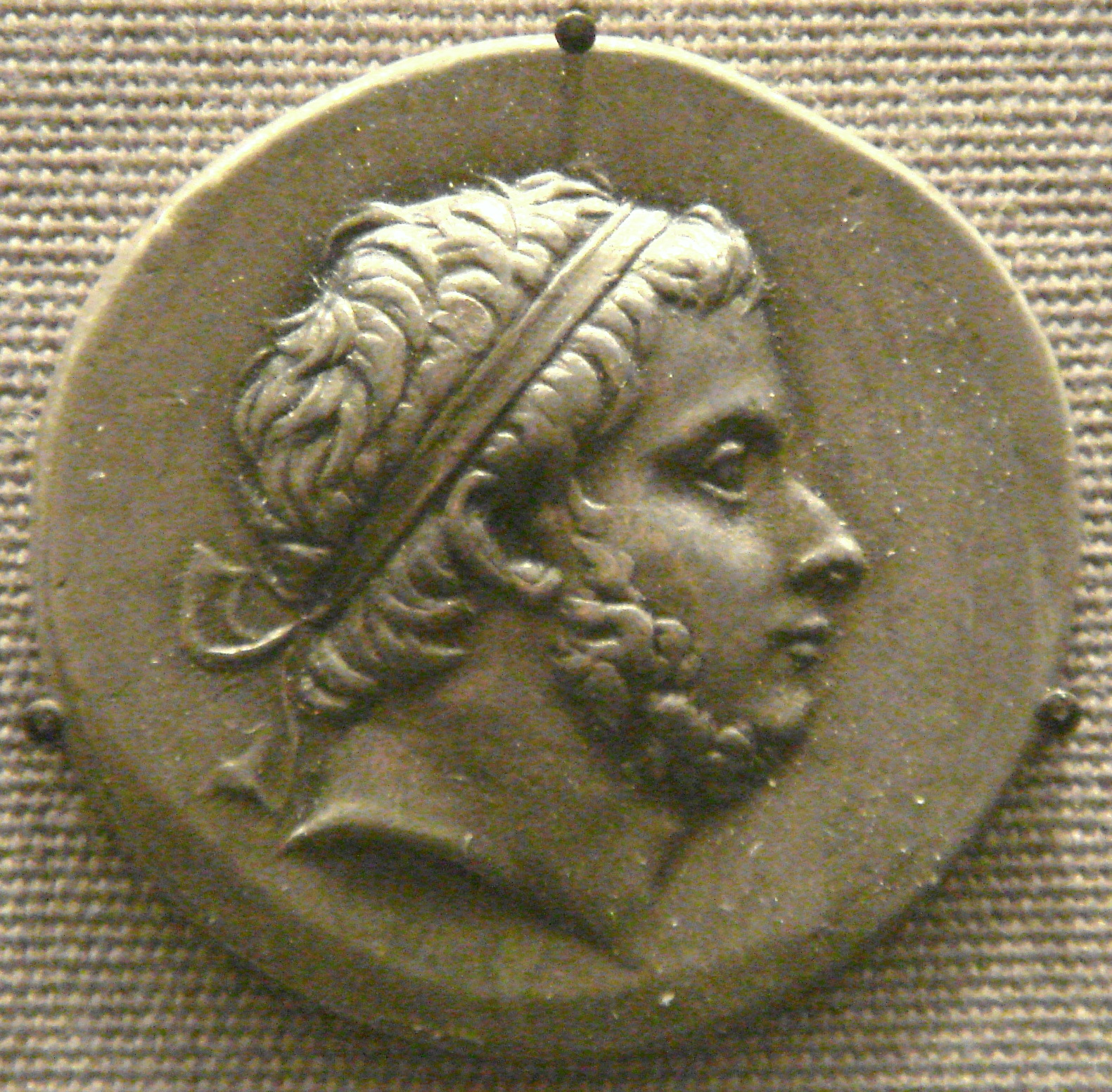
Prusias I van Bithynië

Het jaar 182 v.Chr. is een jaartal in de 2e eeuw v.Chr. volgens de christelijke jaartelling.

## Gebeurtenissen

### Italië
- In Rome worden Lucius Aemilius Paulus Macedonicus en Gnaeus Baebius Tamphilus door de Senaat gekozen tot consul van het Imperium Romanum.

## Geboren
- Ptolemaeus VIII Euergetes II (~182 v.Chr. - ~116 v.Chr.), farao van Egypte

## Overleden
- Prusias I van Bithynië (~228 v.Chr. - ~182 v.Chr.), koning van Bithynië (46)